# Rossair
Rossair Executive Air Charter, действовавшая как Rossair, — бывшая южноафриканская авиакомпания со штаб-квартирой в Кемптон-Парк (Экурхулени, Гаутенг, ЮАР), выполнявшая чартерные пассажирские и грузовые авиаперевозки внутри страны и за её пределами.
Портом приписки авиакомпании являлся Аэропорт Лансерия, в качестве главного транзитного узла (хаба) выступал Международный аэропорт имени О. Р. Тамбо в Йоханнесбурге.

## Флот
По состоянию на январь 2005 года воздушный флот авиакомпании Rossair составляли следующие самолёты:
- 4 de Havilland Canada DHC-6 Twin Otter Series 300
- 1 Bombardier Learjet 35A
- 1 Cessna 208B Caravan-675
- 6 Raytheon Beech 1900C Airliner
- 7 Raytheon Beech 1900D Airliner
- 2 Raytheon Beech King Air 200
- 1 Raytheon Beech King Air B200
- 1 Raytheon Beech King Air C90B